# Kruopiai
Kruopiai is een plaats in het Litouwse district Šiauliai. De plaats telt 614 inwoners (2001).